# Ritual (álbum de Soulfly)
Ritual é o décimo primeiro álbum da banda de metal estadunidense Soulfly, lançado em 19 de outubro de 2018 pela Nuclear Blast. É o terceiro álbum do Soulfly com o filho de Max Cavalera, Zyon, na bateria e traz os convidados musicais Randy Blythe do Lamb of God, Ross Dolan do Immolation e Mark Damon do The Pretty Reckless. Quatro singles foram lançados: "Evil Empowered", a faixa-título, "Dead Behind the Eyes", e "Under Rapture". É o último álbum da banda com o guitarrista Marc Rizzo antes de sua saída em agosto de 2021.
O álbum foi produzido por Josh Wilbur. Max Cavalera disse que "nós realmente tentamos manter o groove do início do Soulfly, bem como meu amor pelas coisas pesadas e rápidas que eu gosto: como death e black metal e um pouco de hardcore.[...] Eu lutava pelas músicas rápidas e ele [Josh] sempre me empurrava para adicionar mais groove. Acho que no final criamos uma mistura muito legal de músicas que cobre muitos aspectos da minha carreira."

## Recepção
Jim Birkin, do Wall of Sound, avaliou o álbum com 9/10, afirmando: "Há, sem dúvida, Cavalera das antigas penetrando em sua música atual e isso só pode ser uma coisa boa. Que todos os futuros álbuns do Soulfly contenham Josh Wilbur em sua produção." Ritual foi premiado com o Metal Storm Award de 2018 de Melhor Álbum de Thrash Metal.

## Lista de faixas
| N.º            | Título                                                            | Duração |  |
| 1.             | "Ritual"                                                          | 4:55    |  |
| 2.             | "Dead Behind the Eyes" (Morto Atrás dos Olhos (com Randy Blythe)) | 5:17    |  |
| 3.             | "The Summoning" (A Invocação)                                     | 4:15    |  |
| 4.             | "Evil Empowered" (Mal Empoderado)                                 | 3:33    |  |
| 5.             | "Under Rapture" (Sob o Arrebatamento (com Ross Dolan))            | 5:42    |  |
| 6.             | "Demonized" (Demonizado)                                          | 4:42    |  |
| 7.             | "Blood on the Street" (Sangue na Rua)                             | 4:32    |  |
| 8.             | "Bite the Bullet" (Morda a Bala)                                  | 3:52    |  |
| 9.             | "Feedback!"                                                       | 3:00    |  |
| 10.            | "Soulfly XI" (instrumental)                                       | 3:25    |  |
| Duração total: | Duração total:                                                    | 43:13   |  |

## Paradas
| Paradas (2018)                        | Maior colocação |
| ------------------------------------- | --------------- |
| Áustria (Ö3 Austria Top 40)           | 22              |
| Bélgica (Ultratop Flandres)           | 47              |
| Bélgica (Ultratop Valônia)            | 78              |
| República Tcheca (ČNS IFPI)           | 58              |
| Países Baixos (Dutch Charts)          | 147             |
| França (SNEP)                         | 125             |
| Alemanha (Offizielle Deutsche Charts) | 27              |
| Escócia (Official Scottish Albums)    | 51              |
| Suíça (Schweizer Hitparade)           | 19              |

## Notes
1. ↑  "Bite the Bullet" é uma expressão que denota a decisão de finalmente fazer algo difícil ou desconfortável que foi sendo adiado por muito tempo.